# 감정실금
감정실금(영어: emotional incontinence)은 울음이나 웃음 같은 감정표현이 자기 의사나 주변 분위기와 상관없이 터져나오는 신경증이다. 주 원인은 신경질환이나 뇌손상이다. 환자는 감정표현을 수 분에 걸쳐 멈출 수 없다. 

## 같이 보기
- 정동 (심리학)